# Tyrosinkinasen
Tyrosinkinasen sind eine Gruppe von Enzymen aus der Familie der Proteinkinasen, deren Aufgabe die reversible Übertragung einer Phosphatgruppe (Phosphorylierung) auf die Hydroxygruppe der Aminosäure Tyrosin eines anderen Proteins ist. Dadurch wird die Aktivität des Zielproteins beträchtlich beeinflusst, weshalb Tyrosinkinasen auch als Teil von Rezeptorsystemen einen wichtigen Beitrag zur Signalübertragung leisten.

## Untergliederung der Tyrosinkinasen
1. Membrangebundene Tyrosinkinasen (EC 2.7.10.1). Beispiele: KIT, EGF-Rezeptor, Insulinrezeptor, HER2/neu.
  1. Rezeptoren mit intrinsischer Tyrosinkinaseaktivität (Kinase ist Teil des Rezeptors).
  2. Rezeptoren mit assoziierter Tyrosinkinaseaktivität (Kinase bindet an Rezeptor).
2. Nicht membrangebundene Tyrosinkinasen (EC 2.7.10.2). Beispiele: ABL1, SRC, Januskinasen

## Funktionsweise eines Tyrosinkinaserezeptors mit intrinsischer Aktivität
Bindet ein passender Ligand an den Rezeptor, so ändert sich dessen räumliche Konformation (Proteinstruktur). Die Bildung von Homodimeren (zwei gleichen zusammengelagerten Rezeptoren) oder Heterodimeren (zwei unterschiedliche Protein-Untereinheiten lagern sich zusammen) wird induziert. Hierdurch werden die Tyrosinkinasen, die am cytosolischen Teil des Rezeptors sitzen, aktiviert und hängen spezifisch Phosphatreste an bestimmte Tyrosinreste des Rezeptors. Dies führt dazu, dass an diesen phosphorylierten Resten Proteine mit SH2-Domänen binden können, deren Rekrutierung zur Aktivierung intrazellulärer Signalwege führt.
Die so rekrutierten Proteine besitzen entweder selber enzymatische Aktivität (Phospholipase C-γ, PI3-Kinase) und können so z. B. andere Proteine phosphorylieren oder stellen Vermittler dar, deren Strukturänderung von anderen Molekülen erkannt wird (Ras). Dies führt zu einer Weiterleitungskaskade und zur Verstärkung des Signals, da ein aktiviertes Protein wiederum mehrere Proteine der nächsten Stufe des Signalwegs aktiviert usw.
Kurzform:
1. Ligandenbindung
2. Dimerisierung (Homo oder Hetero)
3. Autophosphorylierung
4. Phosphorylierte Tyrosine werden durch Proteine mit SH2-Domänen erkannt
5. Signalweiterleitung durch Phosphorylierungskaskaden

## Funktionsweise eines Rezeptors mit assoziierter Tyrosinkinase
Bindet ein passender Ligand an den Rezeptor, so ändert sich dessen räumliche Konformation. Die Bildung von Homodimeren oder Heterodimeren wird induziert. Hierdurch nähern sich die Januskinasen einander an und phosphorylieren sich daraufhin gegenseitig (Autophosphorylierung). Im nun vorliegenden aktivierten Zustand phosphorylieren diese Proteine Tyrosylreste des Rezeptors, an dem sich nun spezifische Transkriptionsfaktoren (z. B. STAT) mit SH2-Domänen anlagern können. Diese Faktoren werden durch die Januskinasen phosphoryliert und dimerisieren und zeigen dadurch eine höhere DNA-Affinität.
Kurzform:
1. Ligandenbindung
2. Dimerisierung
3. Annäherung und Autophosphorylierung der Januskinase
4. Phosphorylierung des Rezeptors
5. Binden von spezifischen Transkriptionsfaktoren über SH2-Domäne
6. Phosphorylierung und Dimerisierung der Transkriptionsfaktoren

## Medizinischer Ausblick
Die Addition eines Phosphatrestes kann ein Protein aktivieren oder inaktivieren. Tyrosinkinasen bilden auch den intrazellulären Teil des Tyrosinkinaserezeptorsystems (Insulin-Rezeptor, EGF-Rezeptor, NGF-Rezeptor, PDGF-Rezeptor), über das bevorzugt Signale von Wachstumsfaktoren einlaufen. Das macht sie zu einem begehrten Ziel der Forschung nach neuen Krebsmedikamenten. Zellrezeptorgebundene Tyrosinkinasen sind wichtig für die embryonale Entwicklung und die Regeneration und Instandhaltung von Geweben. Störungen ihrer Funktion sind mitverursachend für Erkrankungen der Netzhaut bei Diabetes mellitus, Arteriosklerose und vor allem spielen sie bei der Entstehung von Krebs eine Rolle (also an der Induzierung einer bösartigen, in ihrem Wachstum nicht mehr vollständig kontrollierbaren Zellveränderung). Tyrosinkinasen werden durch die Anwesenheit verschiedener Wachstumsfaktoren aktiviert. Eine mutierte zellrezeptorgebundene Tyrosinkinase kann die Anwesenheit von Wachstumsfaktoren simulieren und so als Kofaktor auf die Zellproliferation und schließlich auf eine bösartige Zelltransformation hinwirken. Tyrosinkinase-Inhibitoren sind eine Klasse neuartiger Medikamente. Zum Beispiel können mit der Hemmung der Tyrosinkinase in der Signaltransduktion der Schritt von extra- nach intrazellulär gehemmt werden und so bestehende Therapieoptionen bei einzelnen Krebserkrankungen sinnvoll erweitern. Dies gilt vor allem für Patienten mit chronischer myeloischer Leukämie (CML), fortgeschrittenem nicht-kleinzelligen Bronchialkarzinom (NSCLC) oder gastrointestinalen Stromatumoren (GIST).

## Target-Therapie menschlicher Tumoren
Mutationen von Tyrosinkinasen verändern die Eigenschaften von Tumorzellen, in dem sie in die Signalkette zur Anregung von mitotischen Teilungen und metabolischer Aktivität sowie die Hemmung der Apoptose eingreifen. Mutationen, welche den Verlauf einer Tumorerkrankung beeinflussen, werden im Schrifttum oft als „Treiber-Mutation“ (englisch: driver mutation) bezeichnet. Eine therapeutische Bedeutung hat die Targettherapie der Tyrosinkinasen bei folgenden Neoplasien:
| Tumor                                         | Target            | Bemerkungen |
| --------------------------------------------- | ----------------- | --- |
| Brustkrebs                                    | HER2/neu          | Teil der Standardtherapie bei Amplifikation von Her2.                                                                 |
| nicht kleinzelliges Bronchialkarzinom (NSCLC) | EGFR, ALK         | Bei Vorliegen einer entsprechenden Mutation indiziert.                                                                |
| CLL                                           | Btk               | Chronische lymphatische Leukämie mit einer del(17p)/TP53-Mutation.                                                    |
| Magenkrebs                                    | HER2/neu          | Bei HER2-Überexpression kann eine zusätzliche Target-Therapie das Behandlungsergebnis einer Chemotherapie verbessern. |
| GIST (Gastrointestinaler Stromatumor)         | c-kit             | Standardtherapie des fortgeschrittenen GIST.                                                                          |
| Nierenzellkarzinom                            | VEGF, m-TOR       | Bestandteil der Standardtherapie des metastasierten Nierenzellkarzinoms.                                              |
| Malignes Melanom                              | BRAF, MET, c-KIT  | Nur metastasierte maligne Melanome mit einer Mutation von BRAF in Position V600 bzw. einer Mutation von c-KIT.        |
| Leberzellkarzinom                             | Multikinasehemmer | Nur bestimmte inoperablen Leberzellkarzinom.                                                                          |
| medulläres Schilddrüsenkrebs                  | RET               | Fast alle hereditären medullären Schilddrüsenkarzinome weisen eine RET-Mutation auf.                                  |
| Basaliom                                      | Hedgehog          | Nur für seltene Formen (Gorlin-Goltz-Syndrom) sehr aggressiver Basaliome.                                             |

Wegen der laufenden Forschung muss diese Tabelle fortlaufend aktualisiert werden. Entsprechende Zulassungen und Empfehlungen in Leitlinien können sich kurzfristig verändern. Viele Medikamente inhibieren mehrere Tyrosin-Kinasen gleichzeitig, so dass die wirksame Tyrosinkinase schwer zu ermitteln ist.